# Gasparia rustica
Gasparia rustica là một loài nhện trong họ Toxopidae.
Loài này thuộc chi Gasparia. Gasparia rustica được miêu tả năm 1970 bởi Raymond Robert Forster.